# Francy Boland
François Boland (noto anche come Francy Boland; 6 novembre, 1929 Namur – Ginevra, 12 agosto 2005) è stato un pianista, compositore e arrangiatore belga di musica jazz.

## Biografia
Francy Boland iniziò a suonare il pianoforte all'età di otto anni. Dopo la Seconda guerra mondiale studiò musica al Conservatorio di Liegi.
Annoi dopo, nel 1949, iniziò la sua carriera jazzistica con la band belga The Bob Shots. Nella prima metà degli anni Cinquanta lavorò a Parigi soprattutto come arrangiatore per artisti jazz come Bobby Jaspar, Bernard Peiffer, Henri Renaud e Fats Sadi. Nel 1955, il trombettista Chet Baker lo inserì nel suo quintetto come pianista, aprendogli la strada per gli Stati Uniti. Tra il 1956 e il 1958, Boland visse a New York, lavorando come arrangiatore per artisti del calibro di Count Basie e Benny Goodman.
Negli anni '60 e '70 raggiunse l'apice della sua carriera. Su iniziativa di Gigi Campi, nel 1959 fondò la Kenny Clarke/Francy Boland Big Band con il batterista Kenny Clarke. Dopo anni di successo, la band si sciolse nel 1972. Negli anni successivi, Francy Boland compose per rinomate orchestre, tra cui Count Basie.
Tra gli artisti che collaborarono con Boland c'è Gitte Hænning, che nel 1969, dopo anni di carriera come cantante pop, registrò un album swing e si fece conoscere da un pubblico più vasto come cantante jazz.
Nel 1984, Boland arrangiò la musica su testi del cantautore americano Gene Lees, che aveva tradotto in inglese poesie di papa Giovanni Paolo II. Il disco fu inciso con la cantante Sarah Vaug.